# Inga bracteosa
Inga bracteosa är en ärtväxtart som beskrevs av George Bentham. Inga bracteosa ingår i släktet Inga och familjen ärtväxter. Inga underarter finns listade i Catalogue of Life.